# 莫伊塞鄉

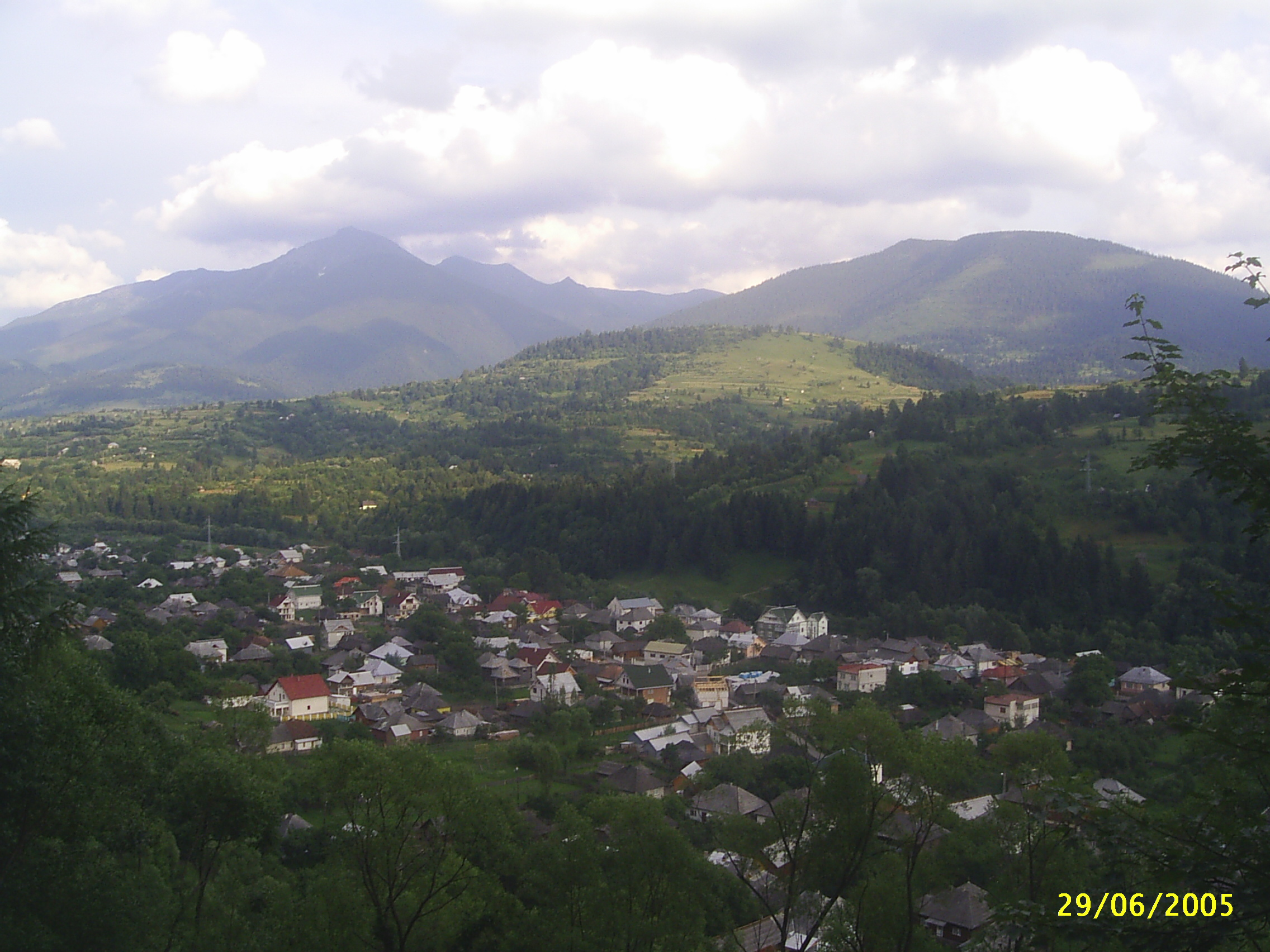

47°39′22″N 24°32′17″E / 47.65611°N 24.53806°E
莫伊塞鄉（羅馬尼亞語：Comuna Moisei, Maramureș），是羅馬尼亞的鄉份，位於該國西北部，由馬拉穆列什縣負責管轄，面積113平方公里，海拔高度565米，2007年人口9,258，人口密度每平方公里82人。